# 唐之燦
唐之燦（16世紀—16世紀），字加民，廣東廣州府南海縣人，明朝政治人物。

## 生平
唐之燦是弘治十一年舉人唐澤之孫，嘉靖三十七年歲貢唐資賢之子，在嘉靖三十七年（1558年）成舉人，次年（1558年）中會試副榜，授福建侯官教諭，四十三年（1564年）分考浙江鄉試，陞國子監學正，任滿後晉任南京吏部司務，兩次獲得恩誥，到萬曆三年（1575年）卻在京察評核為「浮躁」而降一級調外任，不久因父親逝世回鄉，很快去世，有子歲貢唐輝。

## 引用
1. 1 2  同治《南海縣志·卷三十六·列傳五》：唐澤，字加民，少孤，家貧力學，登宏治戊午賢書……子資賢嘉靖戊午歲貢，以其子之燦實封司務；之燦字道宣，弱冠登嘉靖戊午鄉書，會試乙榜，授侯官教諭，甲子聘典浙試，晉國子學正，秩滿晉吏部司務，仰佐銓衡有聲，兩得恩誥，上榮所尊，以外艱歸尋卒；孫輝歲貢，四代科名稱最盛云。 據金通志修
2. ↑  《明神宗顯皇帝實錄·卷三十五》：（萬曆三年二月丙申）南京吏部等衙門考察南京官員：不謹員外廖文光等八人俱冠帶住閑，浮躁司務唐之燦等八人、才力不及主事馮桂芳等六人俱降一級調外任。